# Apokalyptik

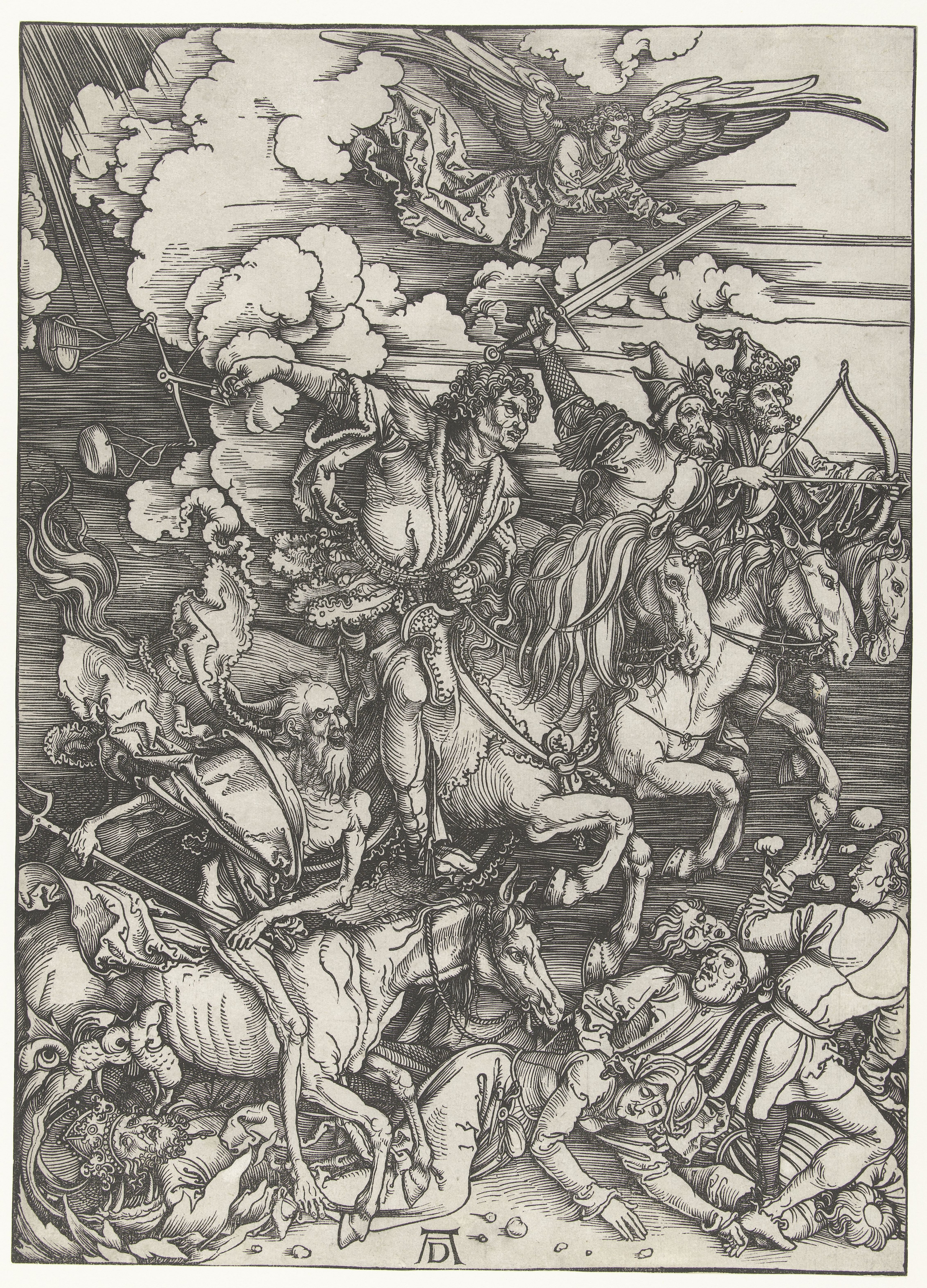
Die vier apokalyptischen Reiter. Holzschnitt von Albrecht Dürer

Apokalyptik (von griechisch ἀποκάλυψις „Enthüllung“, „Offenbarung“) bezeichnet Glaubensvorstellungen von einer bevorstehenden Endzeit, in der die gegenwärtige Welt untergeht und meist von einem sich anschließenden Friedensreich abgelöst wird. Sie kommen in vielen Religionen vor, sind aber besonders in den abrahamitischen Religionen verbreitet. Eine in der Wissenschaft unumstrittene Definition von Apokalyptik gibt es nicht.

## Begriff

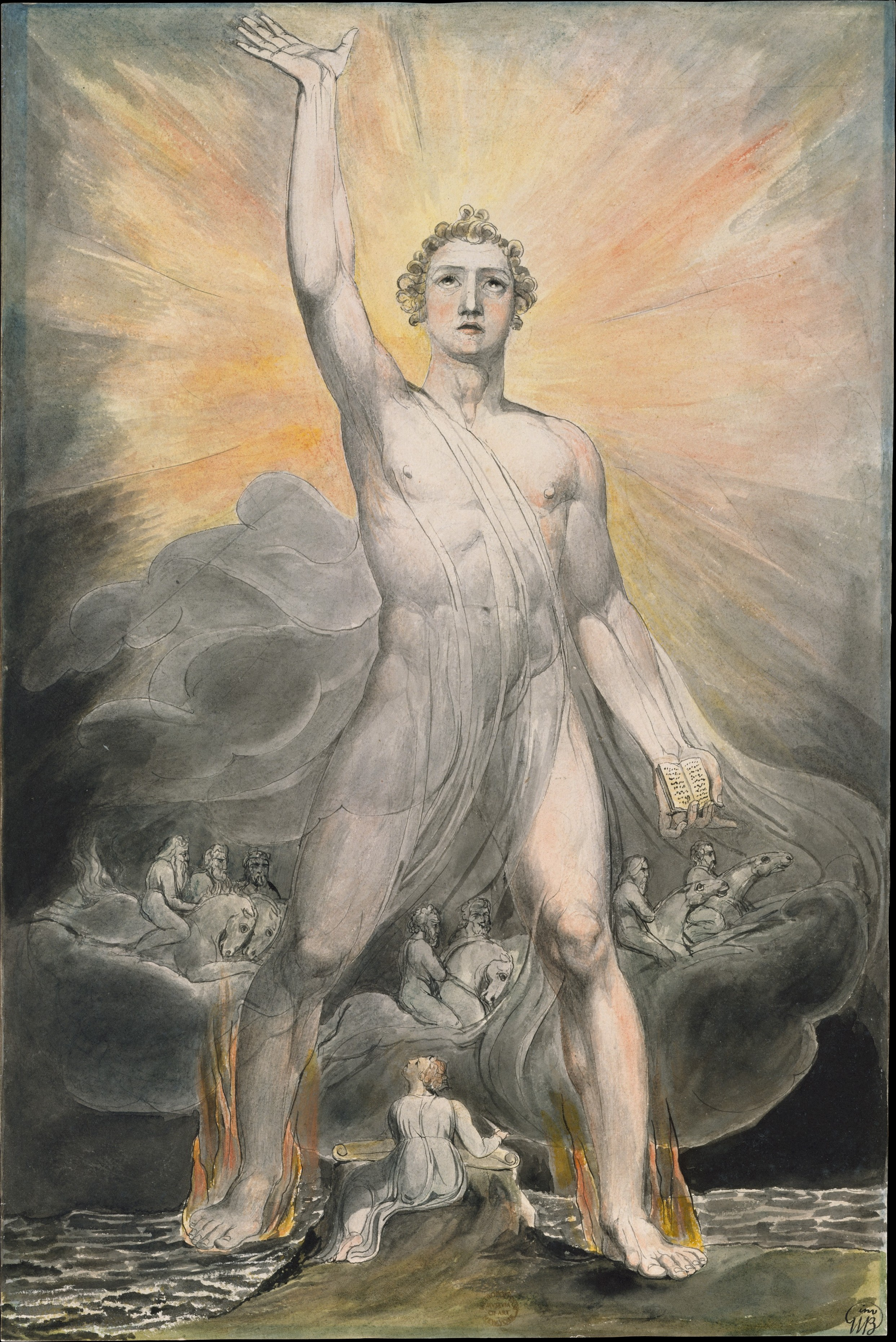
William Blake: Der Engel der Apokalypse (ca. 1804)

Der Begriff Apokalyptik wurde 1820 von dem deutschen Theologen Karl Immanuel Nitzsch (1787–1868) geprägt, der darunter ein Denken und Verhalten verstand, das in der Zukunft eine Abfolge dramatischer Ereignisse erwartet, die sich in eine kosmische Katastrophe ausweiten und das Ende dieser Welt und Zeit mit sich bringen würde. Darauf aufbauend definierte der Theologe Friedrich Lücke (1791–1855) den Begriff im Jahr 1832: Er verstand Apokalyptik über die Gemeinsamkeiten der jüdischen und christlichen Apokalypsen als Endzeitprophetie. Charakteristisch seien neben einem bestimmten, periodisierenden Geschichtsverständnis eine visionäre Form und bilderreiche Sprache, Pseudonymität, ein gebildeter und kunstvoller Stil sowie das Auftreten eines „angelus interpres“, eines Engels, der die göttliche Offenbarung vermittelt und erklärt.
Teilweise wird unter Apokalyptik literaturtheoretisch die Gattung der Apokalypsen verstanden, also der Texte mit Prophezeiungen eines katastrophalen „Endes der Geschichte“, eines Weltgerichts und des sich daran anschließenden „Reiches Gottes“. Heute wird darunter aber zumeist der Inhalt dieser Gattung verstanden, also eine Vorstellungsform eschatologischer Ereignisse. Seit dem 20. Jahrhundert wird das Wort bzw. das davon abgeleitete Adjektiv apokalyptisch auch als von allen religiösen Konnotationen befreite Chiffre für das Ende der Menschheit verwendet.
Die Frage, wodurch sich die Apokalyptik von anderen eschatologischen Vorstellungsformen unterscheidet, wird unterschiedlich beantwortet. Der deutsche Religionswissenschaftler Hans G. Kippenberg grenzt sie einerseits vom Messianismus ab, der sich von ihr durch seinen Bezug auf einen persönlichen Erlöser unterschiede, andererseits vom Chiliasmus, der an den Wunschtraum einer utopischen Welt ohne Arbeit und Herrschaft appelliere, wohingegen die Apokalyptik durch eine weltabweisende, asketische Lebensführung gekennzeichnet sei. Für den Religionswissenschaftler Lutz Greisiger dagegen ist Apokalyptik der Oberbegriff für beide: Chiliasmus (bzw. Millenarismus) nennt er demnach apokalyptische Vorstellungen, die ein Tausendjähriges Reich als vorletzte Stufe vor dem Ende der Geschichte enthalten, Messianismus solche, die einen kommenden Weltenretter verkünden. Notwendig für Apokalyptik sei aber weder die eine noch die andere Annahme.
Der Journalist Christian Jakob grenzt die zeitgenössische Apokalyptik von den aktuell ebenfalls verbreiteten Dystopien ab: In dieser stecke zumeist eine Utopie mit umgekehrtem Vorzeichen: Sie sei ein Weckruf und frage, was passieren würde, wenn bestehende Machtstrukturen fortbestehen. Im Unterschied dazu ziele Apokalyptik nicht darauf, ihre Anhänger ins Handeln zu bringen, sondern prophezeie nur düster den Weltuntergang, verbreite Verschwörungstheorien und behaupte, im Besitz absoluten Wissens zu sein.

## Kennzeichen
Typisch für apokalyptische Vorstellungswelten sind nach dem Neutestamentler David Hellholm zum einen die „Agenten der Apokalypse“, nämlich die oberste Gottheit, göttliche Gestalten bzw. Engel als Offenbarungsvermittler sowie ein Mensch als Übermittler, zum anderen Prophezeiungen (dies die epoynmen griechisch ἀποκαλύψεις – Offenbarungen), oftmals als vaticinia ex eventu. Regelmäßig lassen sich hierzu finden:
- eine Periodisierung der Weltgeschichte in vier oder sieben Weltzeitalter, deren Untergang in einer oft linearen, manchmal zyklischen Vorstellung von Zeit prophezeit wird,
- eine Endzeit mit Weltuntergang und -rettung, einschließlich der Auferstehung der Toten,
- einen gewaltsamen Endkampf zwischen Gut und Böse sowohl auf der irdischen als auch auf der kosmischen Ebene,
- Naturkatastrophen wie Erdbeben, Überschwemmungen, Feuer usw.
- soziale und religiöse Unordnung.

Apokalyptik tritt regelmäßig in Krisenzeiten auf: Die übernatürlich autorisierte Offenbarung endzeitlicher Ereignisse hat dann die soziale Funktion, der Gruppe der Leidenden Trost zuzusprechen durch die bevorstehende göttliche Überwindung des Bösen und die Wiederherstellung des Guten.
Der Theologe Walter Sparn nennt drei Kennzeichen für Apokalyptik:
- die Einbettung der Menschheitsgeschichte in eine kosmische Geschichte,
- die Annahme, der Lauf dieser Geschichte werde nicht nur vom tugend- oder lasterhaften Verhalten der Menschen bestimmt (Tun-Ergehen-Zusammenhang), sondern vom Konflikt übernatürlicher Mächte,
- die Erwartung eines Endkampfs, in dem die gute Macht siegt und den ihr zugehörigen Menschen endgültig Erlösung bringt.[1]

Laut dem deutschen Theologen Martin Rösel beziehen sich Apokalypsen stets auf ältere Schriften, die sie mit Blick auf die nahende Endzeit auslegen. Häufig geben sie auch als Verfasser eine Autoritätsperson der Religion an, in der sie stehen (Pseudepigraphie). Beispiele hierfür sind das Äthiopische Henochbuch, das vorgibt, von Henoch, einem Enkel Adams zu stammen, oder die griechischsprachige Esra-Apokalypse, die den Esra des Alten Testaments als Verfasser nennt. Von der Offenbarung des Johannes nahm man lange an, sie stamme von dem gleichnamigen Jünger Jesu bzw. dem Evangelisten.
Der Kabbala-Forscher Gershom Scholem beschreibt Apokalyptik als vernichtende Kritik an der Geschichte und Gegenwart derer, die sie formulieren: Insofern hätten Apokalyptiker eine „zutiefst pessimistische Weltsicht“. Dem hält Lutz Greisiger entgegen, dass sie in paradox anmutender Weise von „radikalem Optimismus“ geprägt seien, denn es würden nicht nur verheerende Katastrophen und das Ende der Welt, wie wir sie kennen, prophezeit, sondern die Vollendung der Geschichte und das Kommen einer wesentlich besseren Welt. Diese werde oft als Wiederkehr eines vergangenen Goldenen Zeitalters ausgemalt, etwa des irdischen Paradieses, des davidischen Großreichs oder des Kalifats des 7. Jahrhunderts. In dialektischer Weise sei die Apokalyptik deshalb sowohl zukunftsorientiert als auch rückwärtsgewandt: Greisiger spricht von „reaktionärem Utopismus“. Somit könne Apokalyptik auch als Lösung der Theodizee-Frage verstanden werden: Die gegenwärtigen Leiden der Gläubigen würden kompatibel mit der Liebe des allmächtigen Gottes zu ihnen, da ihre Erlösung und eine Belohnung im kommenden Gottesreich als kurz bevorstehend imaginiert werde.

## Geschichte

### Entstehung
Die ältesten apokalyptischen Prophezeiungen finden sich im Zoroastrismus. Danach wird 3000 Jahre nach Zarathustra der Saoschjant erscheinen und das Weltgericht einleiten: Durch einen herabstürzenden Meteor werde das Metall der Berge geschmolzen: Den so entstehenden See würden die Frommen schmerzlos durchschreiten, die Gottlosen aber würden darin entweder geläutert oder verbrannt. Die Zeit nach diesem Sieg des Guten über das Böse wird Fraschokereti genannt. Der Religionswissenschaftler Rudolf Otto (1869–1937) nahm an, dass die jüdische und die christliche Apokalyptik stark von der zoroastrischen beeinflusst wurden. Dies wies der österreichische Theologe Franz König (1905–2004) als unbewiesene Hypothese zurück. Martin Rösel glaubt, dass sich die jüdische Apokalyptik neben den persischen auch aus anderen Quellen gespeist wurde, namentlich den Prophetenbüchern des Tanach, die sie als geistliche Autoritäten zitiert. Lutz Greisiger hält die Frage, ob die jüdische Apokalyptik von der zoroastrischen beeinflusst wurde oder umgekehrt, für unbeantwortbar. Es sei jedoch kaum wahrscheinlich, dass benachbarte Religionsgemeinschaften nicht einen guten Teil ihrer Annahmen über die Welt und die Zukunft geteilt hätten.

### Judentum und jüdische Apokalyptik
Die jüdische Apokalyptik, die um 200 v. Chr. entstand, entfaltete ihre Blütezeit im 2. Jahrhundert n. Chr. Ihre mittelbare Ursache hatten diese Texte vermutlich in den Hellenisierungsbestrebungen von Antiochos III. und Antiochos IV. Epiphanes. Zur apokalyptischen Literatur des Judentums gehören die Kapitel 9 bis 14 des Propheten Sacharja (4. oder 3. Jahrhundert v. Chr.) und die Kapitel 7 bis 11 des Buchs Daniel (verfasst in den 160er Jahren v. Chr.).
Seit dem dritten Jahrhundert wurden keine weiteren Apokalypsen verfasst, die Gattung gilt als abgeschlossen. Die institutionalisierten Religionen standen der Apokalyptik skeptisch gegenüber. Das rabbinische Judentum versuchte sich von radikalen Eiferern abzugrenzen und polemisierte gegen deren eschatologische Spekulationen; dies nicht zuletzt, weil der von messianischen Hoffnungen getragene Bar-Kochba-Aufstand 135 zur Vertreibung der Juden aus dem Heiligen Land geführt hatte.

### Frühchristliche und neutestamentliche Apokalyptik
Apokalyptik im Neuen Testament findet sich unter anderem in Mk 13 , wo Jesus die Zerstörung des Jerusalemer Tempels vorhersagt, oder die beiden pseudopaulinischen Thessalonicherbriefe: In 1 Thess 4  wird die Entrückung der Gläubigen prophezeit, die seit dem 19. Jahrhundert im Dispensationalismus eine zentrale Rolle spielt, in 2 Thess 2,5-7  der Katechon, der für die russischen Orthodoxie von großer Bedeutung ist. Rezeptionsgeschichtlich ungleich bedeutsamer ist die Offenbarung des Johannes (entstanden um 100 n. Chr.). Hier wird ausführlich geschildert, wie Gott mit Jesus Christus, dem Lamm Gottes am Ende der Zeit seine Herrschaft gegen die widergöttlichen Mächte (darunter die Hure Babylon, das Tier mit der Zahl Sechshundertsechsundsechzig – später mit dem Antichrist identifiziert –, sowie Satan) errichten wird, an der alle Christen Anteil haben werden, die dem Bösen widerstehen. Als Anlass des Buches wird in der bibelwissenschaftlichen Forschung einerseits die äußere Bedrohung der sieben kleinasiatischen Gemeinden durch die Christenverfolgung gesehen, an die dieses Buch der Bibel gerichtet ist, andererseits in den Herausforderungen durch benachbarte jüdische Gemeinden und konkurrierende christliche Gruppierungen wie die libertinistischen Nikolaiten oder gnostische Gruppierung um eine Prophetin in Thyateira.
Die christliche Kirche war nach der Konstantinischen Wende zur Staatskirche im Römischen Reich geworden und lehnte das sozialutopische Potenzial der Apokalyptik ab. Auch spielte hierbei die Parusieverzögerung eine Rolle, also die Erfahrung, dass die Naherwartung, Jesus werde in Kürze wiederkehren, wie er selbst es in Mt 10,23  und Mk 13,30  versprochen hatte, sich nicht erfüllte. Seit dem 2. Jahrhundert wurden die eschatologischen Vorstellungswelten von Gericht, Himmel und Hölle im Christentum nicht mehr mit dem nahen oder fernen Ende der Welt, sondern mit dem Todesgeschick des einzelnen Menschen verbunden. Gleichwohl blieb die Offenbarung des Johannes immer wieder ein Repertoire katastrophischer Unheils- (teils auch Heils-)symbole benutzt, die vielfältig einsetzbar waren.

### Islam
Der Islam kennt die Lehre von einem überaus plötzlich anbrechenden Jüngsten Tag, an dem Allah alle Menschen nach der Auferstehung der Toten nach ihren Taten richten werde. Als Vorzeichen werden das Auftreten des bösen Daddschāl und des guten Mahdi sowie die Wiederkehr von ʿĪsā ibn Maryam, das heißt von Jesus prophezeit.

### Nordgermanische Mythologie

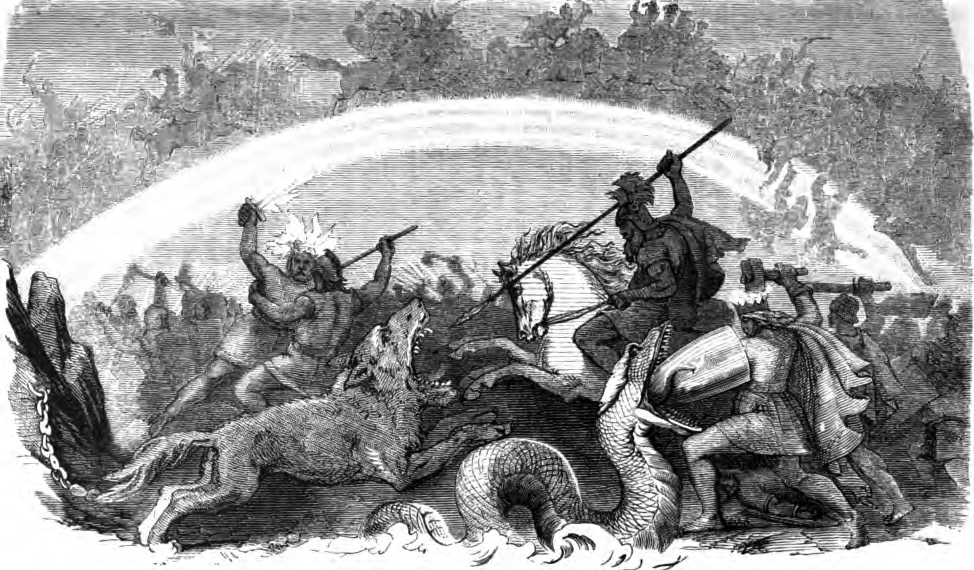
Friedrich Wilhelm Heine: Kampf der untergehenden Götter. Buchillustration von 1882.

Die Mythologie der Nordgermanen weist eine elaborierte Apokalyptik aus: Erzählt wird von Ragnarök, der Endschlacht zwischen den Göttern und den bösen Jötunn, die in einen Weltenbrand mündet, aus dem dann eine neue Welt entsteht. Dieser Mythos entstand zu einer Zeit, in der sich der germanische Glaube in einer Krise befand; er steht bereits unter christlichem Einfluss.

### Christliches Mittelalter und Frühe Neuzeit

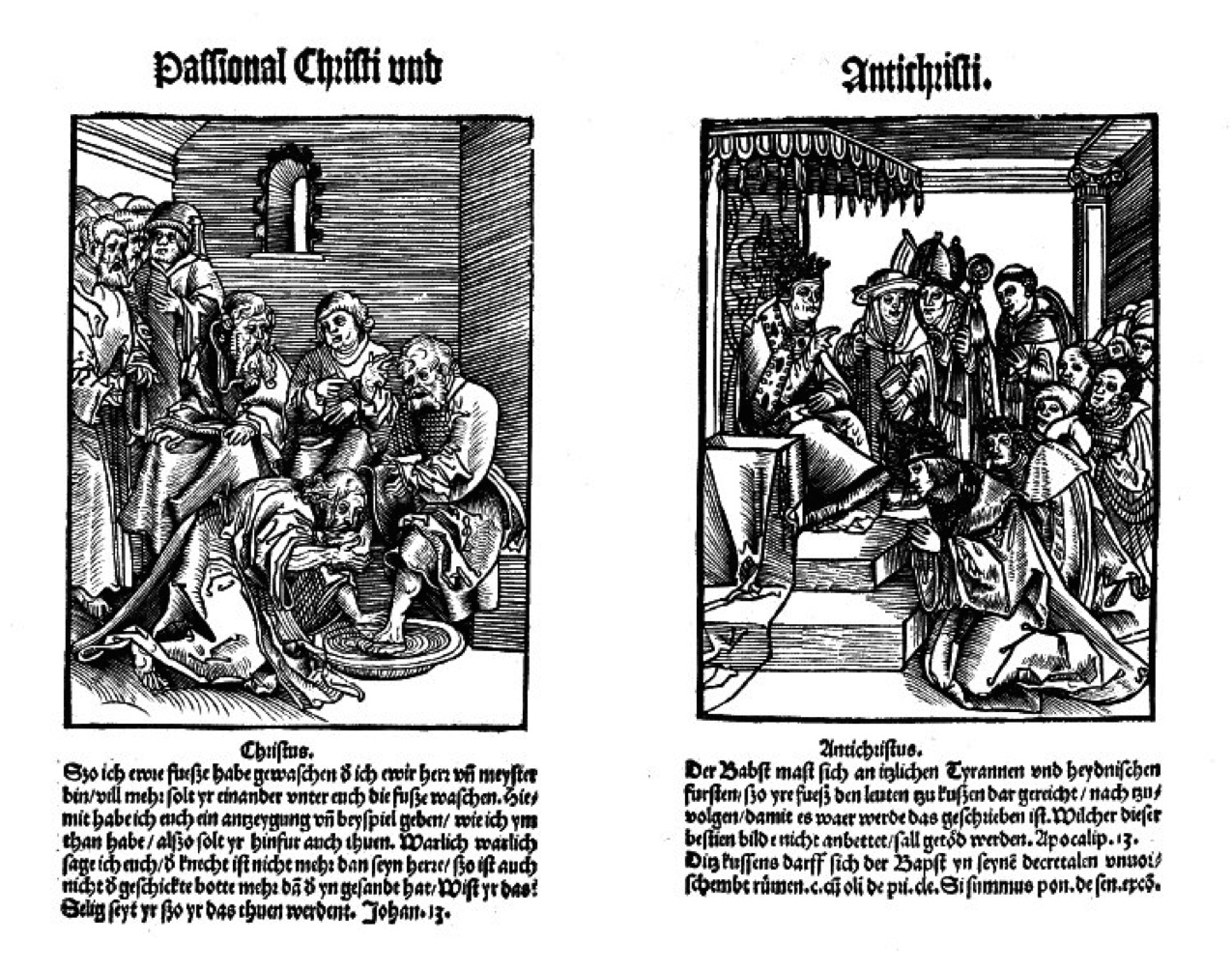
Lucas Cranach: Die Fußwaschung. Holzschnitt aus dem Passional Christi und Antichristi (1521): Einander gegenübergestellt werden Jesus, wie er seinen Jüngern die Füße wäscht, und der Papst als Antichrist, dem seine Anhänger die Füße küssen.

Dass das Jahr 1000 zu einer Welle apokalyptischer Unruhen in der westlichen Christenheit führte, wurde lange als Geschichtsmythos abgetan. Der amerikanische Historiker Richard Landes findet dagegen in den Quellen reiche Belege für Hoffnungen auf einen immerwährenden Gottesfrieden, für häretische Volksbewegungen und für Gewalt gegen die jüdische Minderheit sowohl für dieses Jahr und für das Jahr 1033/34, als sich die Passion und Auferstehung Jesu Christi zum tausendsten Mal jährten.
Der Beginn der Frühen Neuzeit am Ende des 15. und zu Beginn des 16. Jahrhunderts brachten erneut erregte apokalyptische Erwartungen bei einer größeren Zahl von Menschen. Neben äußeren Krisen (Kleine Eiszeit) hatte dies erneut einen kalendarischen Grund, da man verbreitet annahm, die Welt seit nun am Ende der ihr zugemessenen 6000 Jahre nach der Schöpfung angelangt. Vielerorts wurde das Jahr 1500 als Endzeitpunkt des letzten der vier Weltreiche aus Dan 7,15-27  angesehen, auf das Gottes ewiges Friedensreich folgen werde. Mit diesem vierten Reich war nach verbreiteter Ansicht der Bibelwissenschaft ursprünglich das Seleukidenreich gemeint, was dann als das Römische Reich umgedeutet wurde. Evangelische Christen deuteten es erneut um und sahen darin die Herrschaft des Papstes, der als Antichrist identifiziert wurde. Ebenso galt dies für das Osmanische Reich, mit dem die christlichen Staaten Europas immer wieder Türkenkriege führte. Martin Luther, der die Offenbarung des Johannes wenig schätzte, schrieb dennoch wiederholt vom „lieben jüngsten Tag“, der nun bald anbreche. Von 1518 an identifizierte er den Papst als Antichrist und lebte seitdem in dem Glauben, die Parusie stehe unmittelbar bevor. Vorher würde die Römisch-katholische Kirche an Macht verlieren und das Evangelium in Luthers Ausdeutung weiter verbreitet werden. Vor der Errichtung des Reiches Gottes würden aber Epikuräer und Atheisten triumphieren und die Gottlosigkeit der Welt ihren Höhepunkt erreichen.
Noch deutlicher waren diese Bezüge Thomas Müntzer, einen Prediger während des Bauernkriegs und in der radikalreformatorischen Täuferbewegung, die einen apokalyptischen Endkampf der evangelischen Reichsstädte gegen die angeblich antichristlichen Mächte von Kaiser und Papst erwarteten. 1533 errichteten sie in Münster eine theokratische Herrschaft und setzten die Stadt mit dem endzeitlichen Jerusalem gleich. Sie setzten einen eigenen König als „dritten David“ ein (nach dem historischen David und Jesus von Nazaret), praktizierten Gütergemeinschaft und Vielehe. Im Juni 1535 wurde die Stadt durch bischöfliche Truppen erobert, die Anführer grausam hingerichtet.

### Beginn der Moderne
Vom späten 17. Jahrhundert an setzte sich in Europa zunehmend die Aufklärung durch, deren Weltbild von den Naturgesetzen und einer offenen Zukunft bestimmt ist. Apokalyptik kam von nun an nur noch in Dichtungen wie John Miltons Paradise Regained (1671) oder Friedrich Gottlieb Klopstocks Messias (1749 bis 1773) vor. Der Glaube an ein bevorstehendes Weltgericht wurde an den Rand gedrängt und nur noch von Sekten und Religionsgemeinschaften abseits der großen Amtskirchen vertreten. Diese Gruppen florierten in den USA, wo das religiöse Leben von je her vielfältiger war. Hier verbreitete sich der Dispensationalismus, den John Nelson Darby (1800–1882), ein britischer Prediger der Plymouth Brethren entwickelt hatte. Er fügte die verschiedenen eschatologischen Aussagen der Bibel zu einem einzigen Szenario zusammen, das die Apokalyptik evangelikaler Christen bis heute bestimmt. Der evangelikale Autor Hal Lindsey fügte in seinem Bestseller The late great Planet Earth (1970) die nukleare Bedrohung und die Gründung des Staates Israel 1948 als wichtige Zeichen der Endzeit in sein dispensationalistisches Schema ein.
Vom Dispensationalismus beeinflusst kündigte der baptistische Erweckungsprediger William Miller in den 1830er Jahren die Wiederkunft Christi für 1843 an. Jesus Christus werde ganz plötzlich wiederkehren und ein Tausendjähriges Reich des Friedens auf Erden errichten. Miller gewann eine breite Anhängerschaft, aus der sich später die Adventisten entwickelten. Das Ausbleiben der von ihm prophezeiten Ereignisse löste im Jahr 1844 die „Große Enttäuschung“ aus, eine kognitive Dissonanz, die seine Anhänger auf verschiedene Weise auflösten – vom Abfall vom Glauben bis zu seiner Intensivierung. Ebenfalls enttäuschend für die Gläubigen verstrichen die Termine, die die Zeugen Jehovas für die Endschlacht Harmageddon und den Anbruch von Jehovas Königreich verkündet hatten: Ihr Gründer Charles Taze Russell sagte diese Ereignisse für 1873, 1874, 1878 und 1914, 1918 und 1920 voraus, sein Nachfolger  Joseph Franklin Rutherford legte sich in einer Broschüre mit dem Titel Millionen jetzt lebender Menschen werden nicht sterben auf 1925 fest. Später richtete die Glaubensgemeinschaft den Fokus ihrer Berechnungen auf das Jahr 1975.
In der liberalen Theologie der protestantischen Amtskirche wurde Apokalyptik zunehmend als Verfallserscheinung abgetan. Die rationalistisch argumentierenden deutschen Theologen Heinrich Julius Holtzmann (1832–1910) und Julius Wellhausen (1844–1918) betrachteten sie als widerlegbaren Ausdruck eines vormodernen Weltbildes, als restaurative Gesellschaftskritik oder bloß als Wunschbilder und Phantasievorstellungen. Positiver urteilte 1960 der Neutestamentler Ernst Käsemann: Für ihn war die Apokalyptik „die Mutter aller christlichen Theologie“. Die frühchristliche, vor allem paulinische Theologie sei im Zuge der Naherwartung der Wiederkunft Christi auf Grundlage der jüdischen Apokalyptik entwickelt worden. Dem widerspricht der Theologe Egon Brandenburger: Käsemanns Apokalyptik-Begriff sei viel zu pauschal und zu abstrakt, da er darunter die Herrschaftsergreifung Gottes in der Welt verstehe. Diese Vorstellung habe zwar zentral mit Apokalyptik zu tun, doch stamme das Motiv nicht erst aus der Apokalyptik, sondern sei deutlich älter.

### Säkularisierte Apokalyptik seit dem 20. Jahrhundert

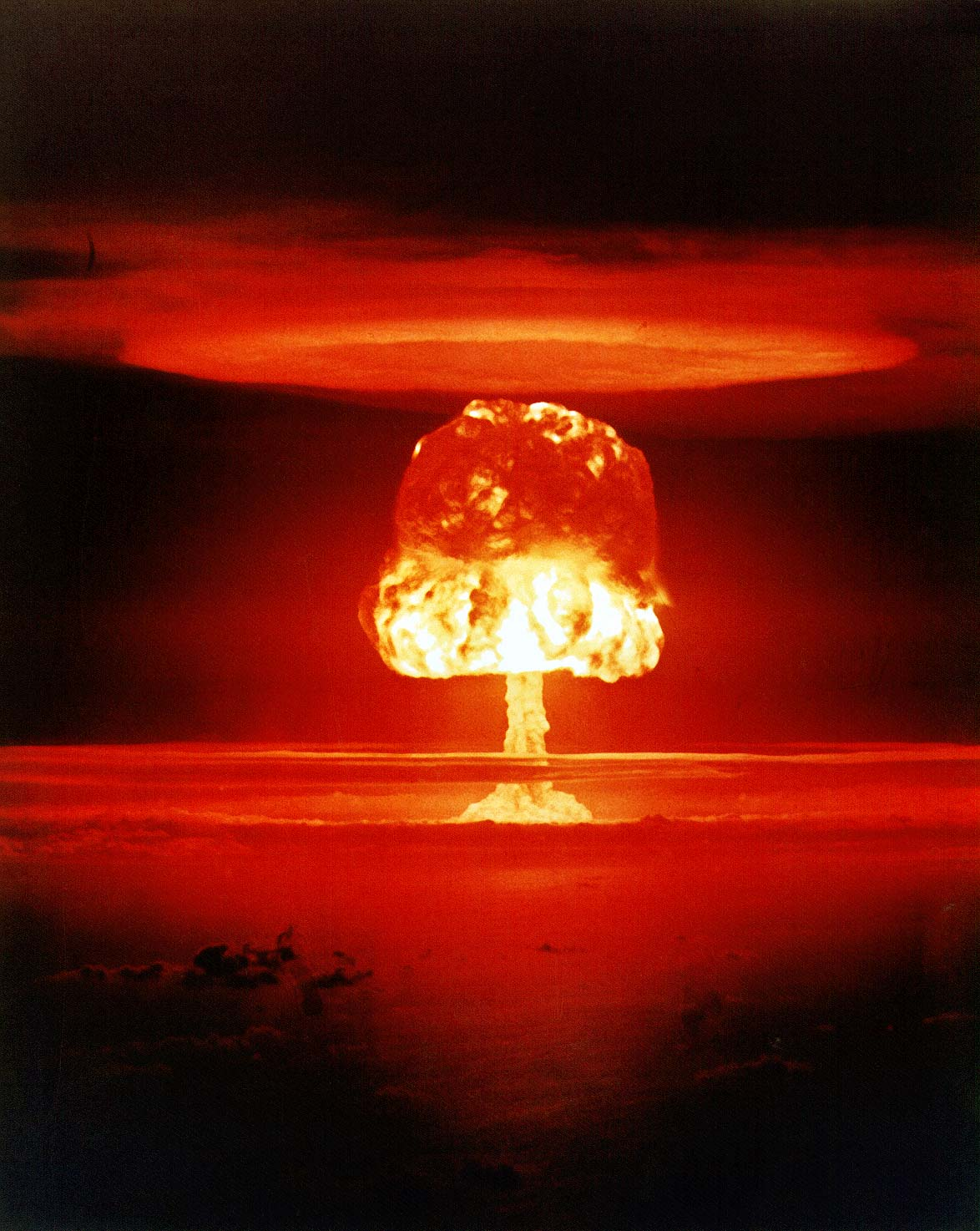
Wasserstoffbombentest am 27. März 1954 auf dem Bikini-Atoll

Das 20. Jahrhundert sah eine Wiederkehr der Apokalyptik in säkularisierter Form, in der nicht Gott, sondern der Mensch handelndes Subjekt der Apokalypse wurde und diese durchaus nicht als Schmerzwehen einer besseren Welt, sondern als Zivilisationskollaps ausgemalt wurde. Beispiele hierfür aus der Zeit um den Ersten Weltkrieg sind expressionistische Malerei und Lyrik (Jakob van Hoddis: Weltende, Hugo Ball: Das ist die Zeit) sowie Karl Kraus’ Drama Die letzten Tage der Menschheit. Auch Maler der Neuen Sachlichkeit wie Richard Oelze schufen Bilder von einer rätselhaften Apokalyptik.
Während der NS-Zeit wurde Adolf Hitler von christlichen Antifaschisten als Antichrist gesehen. Die Erfindung der Atombombe machte 1945 die Selbstauslöschung der Menschheit zu einer realen Möglichkeit. Der österreichische Philosoph Günther Anders attestierte seinen Zeitgenossen 1956 deswegen „Apokalypse-Blindheit“. In der Zeit des Kalten Krieges wurden in Belletristik und Film zahlreiche apokalyptische Szenarien mahnend oder satirisch ausgemalt (Nevil Shute: Das letzte Ufer; Stanley Kubrick: Dr. Seltsam oder: Wie ich lernte, die Bombe zu lieben). Michael Tilly bezeichnet diese säkularisierte Apokalyptik als „kupiert“, da sie in regressiver Weise die Menschheitsgeschichte als Abstieg von einem glücklichen Ursprung in die Katastrophe ausmalt, aber anders als die religiöse Apokalyptik keine Hoffnung auf Heil oder Erlösung enthalte.
Nach der Jahrtausendwende kursierten vor allem im Internet verschiedenste Spekulationen, die den 21. Dezember 2012 betrafen. Bei einigen Menschen galt dieses Datum als möglicher Weltuntergangstag, andere vermuteten einen „Aufstieg der Erde“ in eine „höhere Dimension“. Gestützt wurde dies hauptsächlich auf das angebliche Ende des Maya-Kalenders (Siehe: „Weltuntergangstag“ im Maya-Kalender). Als weitere Ursache wurden verschiedene astronomische Ereignisse angeführt, die im Jahr 2012 eintreten sollten. Diese stellen sich jedoch als eine Mischung aus verschiedenen realen und frei erfundenen Zahlen oder als stets wiederkehrende Konstellationen ohne besonderen Einfluss auf die Erde heraus. Das Szenario vom Untergang im Jahr 2012 wurde unter anderem von Roland Emmerich für seinen Film 2012 und ferner von dem französischen Videospielentwickler Ubisoft in dessen Titel Assassin’s Creed III aufgegriffen.
Angesichts der Polykrise der 2020er Jahre sind verschiedene apokalyptische Szenarien verbreitet:
- der Glaube, der menschengemachte Klimawandel würde den Planeten unbewohnbar machen,
- die weltweite Bodenerosion lasse noch maximal 60 Ernten zu,
- die Entwicklung der Künstlichen Intelligenz werde in eine Technologische Singularität und eine Herrschaft der Computer über die Menschen münden,
- ein globaler Finanzkollaps würde die Vermögen aller Bürger vernichten,
- die Verschwörungstheorie, wonach internationale Finanzeliten die COVID-19-Pandemie bzw. die Maßnahmen dagegen nur inszeniert hätte, um die Weltherrschaft zu übernehmen (Great Reset).[33]